# Gonatocerus partifuscipennis
Gonatocerus partifuscipennis är en stekelart som beskrevs av Girault 1916. Gonatocerus partifuscipennis ingår i släktet Gonatocerus och familjen dvärgsteklar. Inga underarter finns listade i Catalogue of Life.